# Terenolla
Terenolla is een geslacht van weekdieren uit de klasse van de Gastropoda (slakken).

## Soort
- Terenolla pygmaea (Hinds, 1844)